# Țaparevo, Blagoevgrad
Țaparevo (în bulgară Цапарево) este un sat în comuna Strumeani, regiunea Blagoevgrad, Bulgaria.

## Demografie
Componența etnică a satului Țaparevo
     Bulgari (99%)
     Nicio identificare (0,99%)
     Altele (0%)
La recensământul din 2011, populația satului Țaparevo era de 201 locuitori. Din punct de vedere etnic, majoritatea locuitorilor (99,0%) erau bulgari. Pentru 0,99% din locuitori nu este cunoscută apartenența etnică.